# San Juan Bosco
San Juan Bosco är en ort i kommunen El Oro i delstaten Mexiko i Mexiko. Samhället hade 973 invånare vid folkräkningen år 2020.